# Kinhia prima
Kinhia prima är en spindelart som beskrevs av Zabka 1985. Kinhia prima ingår i släktet Kinhia och familjen hoppspindlar. Inga underarter finns listade i Catalogue of Life.